# Vital (Zeitschrift)
Vital ist eine deutsche Frauenzeitschrift, die zweimonatlich von der Mediengruppe Klambt in Hamburg herausgegeben wird. Chefredakteurin ist seit Februar 2023 Beatrix Kruse. Die verkaufte Auflage beträgt 79.270 Exemplare, ein Minus von 75,1 Prozent seit 1998.
Die Zeitschrift wurde 1969 vom Ehapa Verlag gestartet und 1970 an den Jahreszeiten Verlag verkauft. Im September 2018 wurde sie von der Mediengruppe Klambt übernommen. 2023 wurde die Erscheinungsfrequenz von monatlich auf zweimonatlich geändert.